# Norwegia na Zimowych Igrzyskach Olimpijskich 1992
Norwegię na Zimowych Igrzyskach Olimpijskich 1992 reprezentowało 80 zawodników. Był to szesnasty start Norwegii na zimowych igrzyskach olimpijskich.

## Zdobyte medale
| Medal  | Zawodnik                                                           | Dyscyplina sportowa   | Konkurencja                      |
| ------ | ------------------------------------------------------------------ | --------------------- | -------------------------------- |
| Złoto  | Kjetil André Aamodt                                                | Narciarstwo alpejskie | Supergigant mężczyzn             |
| Złoto  | Finn Christian Jagge                                               | Narciarstwo alpejskie | Slalom mężczyzn                  |
| Złoto  | Bjørn Dæhlie                                                       | Biegi narciarskie     | Bieg łączony mężczyzn            |
| Złoto  | Bjørn Dæhlie                                                       | Biegi narciarskie     | 50 km stylem dowolnym mężczyzn   |
| Złoto  | Vegard Ulvang                                                      | Biegi narciarskie     | 10 km stylem klasycznym mężczyzn |
| Złoto  | Vegard Ulvang                                                      | Biegi narciarskie     | 30 km stylem klasycznym mężczyzn |
| Złoto  | Terje Langli Vegard Ulvang Kristen Skjeldal Bjørn Dæhlie           | Biegi narciarskie     | Sztafeta mężczyzn                |
| Złoto  | Johann Olav Koss                                                   | Łyżwiarstwo szybkie   | 1500 m                           |
| Złoto  | Geir Karlstad                                                      | Łyżwiarstwo szybkie   | 5000 m                           |
| Srebro | Vegard Ulvang                                                      | Biegi narciarskie     | Bieg łączony mężczyzn            |
| Srebro | Bjørn Dæhlie                                                       | Biegi narciarskie     | 30 km stylem klasycznym mężczyzn |
| Srebro | Trude Dybendahl Inger Helene Nybråten Solveig Pedersen Elin Nilsen | Biegi narciarskie     | Sztafeta kobiet                  |
| Srebro | Knut Tore Apeland Trond Einar Elden Fred Børre Lundberg            | Kombinacja norweska   | Konkurs drużynowy                |
| Srebro | Ådne Søndrål                                                       | Łyżwiarstwo szybkie   | 1500 m                           |
| Srebro | Johann Olav Koss                                                   | Łyżwiarstwo szybkie   | 10 000 m                         |
| Brąz   | Jan Einar Thorsen                                                  | Narciarstwo alpejskie | Supergigant mężczyzn             |
| Brąz   | Kjetil André Aamodt                                                | Narciarstwo alpejskie | Gigant mężczyzn                  |
| Brąz   | Terje Langli                                                       | Biegi narciarskie     | 30 km stylem klasycznym mężczyzn |
| Brąz   | Stine Lise Hattestad                                               | Narciarstwo dowolne   | Jazda po muldach kobiet          |
| Brąz   | Geir Karlstad                                                      | Łyżwiarstwo szybkie   | 10 0000 m                        |

## Wyniki reprezentantów Norwegii

### Biathlon
Mężczyźni
- Geir Einang

sprint - 66. miejsce
bieg indywidualny - 36. miejsce
- Gisle Fenne

bieg indywidualny - 9. miejsce
- Sylfest Glimsdal

sprint - 24. miejsce
- Eirik Kvalfoss

sprint - 47. miejsce
bieg indywidualny - 27. miejsce
- Frode Løberg

bieg indywidualny - 8. miejsce
- Jon Åge Tyldum

sprint - 34. miejsce
- Geir Einang
Frode Løberg
Gisle Fenne
Eirik Kvalfoss

sztafeta - 5. miejsce
Kobiety
- Anne Elvebakk

sprint - 32. miejsce
- Åse Idland

bieg indywidualny - 27. miejsce
- Elin Kristiansen

sprint - 15. miejsce
bieg indywidualny - 9. miejsce
- Grete Ingeborg Nykkelmo

sprint - 10. miejsce
bieg indywidualny - 31. miejsce
- Signe Trosten

sprint - 19. miejsce
bieg indywidualny - 10. miejsce
- Signe Trosten
Hildegunn Fossen
Elin Kristiansen

sztafeta - 7. miejsce

### Biegi narciarskie
Mężczyźni
- Bjørn Dæhlie

10 km stylem klasycznym - 4. miejsce
Bieg łączony - 
30 km stylem klasycznym - 
50 km stylem dowolnym - 
- Erling Jevne

30 km stylem klasycznym - 5. miejsce
- Terje Langli

10 km stylem klasycznym - 20. miejsce
30 km stylem klasycznym - 
50 km stylem dowolnym - 18. miejsce
- Kristen Skjeldal

10 km stylem klasycznym - 38. miejsce
50 km stylem dowolnym - 20. miejsce
- Vegard Ulvang

10 km stylem klasycznym - 
Bieg łączony - 
30 km stylem klasycznym - 
50 km stylem dowolnym - 9. miejsce
- Terje Langli
Vegard Ulvang
Kristen Skjeldal
Bjørn Dæhlie

sztafeta - 
Kobiety
- Trude Dybendahl

5 km stylem klasycznym - 21. miejsce
15 km stylem klasycznym - 8. miejsce
30 km stylem dowolnym - 9. miejsce
- Inger Lise Hegge

15 km stylem klasycznym - 21. miejsce
30 km stylem dowolnym - 14. miejsce
- Elin Nilsen

5 km stylem klasycznym - 10. miejsce
Bieg łączony - 5. miejsce
30 km stylem dowolnym - 4. miejsce
- Inger Helene Nybråten

5 km stylem klasycznym - 5. miejsce
Bieg łączony - 7. miejsce
15 km stylem klasycznym - 7. miejsce
30 km stylem dowolnym - 13. miejsce
- Solveig Pedersen

5 km stylem klasycznym - 8. miejsce
Bieg łączony - 15. miejsce
15 km stylem klasycznym - 20. miejsce
- Solveig Pedersen
Inger Helene Nybråten
Trude Dybendahl
Elin Nilsen

sztafeta - 

### Bobsleje
Mężczyźni
- Erik Gogstad
Atle Norstad

Dwójki - 27. miejsce

### Hokej na lodzie
Mężczyźni
- Steve Allman, Morgan Andersen, Arne Billkvam, Ole-Eskild Dahlstrøm, Jan-Roar Fagerli, Jarle Friis, Martin Friis, Rune Gulliksen, Carl Gunnar Gundersen, Geir Hoff, Tommy Jakobsen, Tom Johansen, Jon-Magne Karlstad, Erik Kristiansen, Ørjan Løvdal, Jim Marthinsen, Øystein Olsen, Eirik Paulsen, Marius Rath, Petter Salsten, Rob Schistad, Kim Søgaard, Petter Thoresen - 9. miejsce

### Kombinacja norweska
Mężczyźni
- Knut Tore Apeland

Gundersen - 10. miejsce
- Bård Jørgen Elden

Gundersen - 21. miejsce
- Trond Einar Elden

Gundersen - 9. miejsce
- Fred Børre Lundberg

Gundersen - 4. miejsce
- Knut Tore Apeland
Fred Børre Lundberg
Trond Einar Elden

sztafeta - 

### Łyżwiarstwo szybkie
Mężczyźni
- Steinar Johansen

1500 m - 29. miejsce
10000 m - 8. miejsce
- Geir Karlstad

1500 m - 8. miejsce
5000 m - 
10000 m - 
- Johann Olav Koss

1500 m - 
5000 m - 7. miejsce
10000 m - 
- Ådne Søndrål

1000 m - 29. miejsce
1500 m - 
- Atle Vårvik

5000 m - 28. miejsce
Kobiety
- Edel Therese Høiseth

500 m - 20. miejsce
1000 m - 13. miejsce
1500 m - 30. miejsce
- Anette Tønsberg

3000 m - 20. miejsce
5000 m - 21. miejsce
- Else Ragni Yttredal

1000 m - 21. miejsce
1500 m - 12. miejsce
3000 m - 16. miejsce
5000 m - 22. miejsce

### Narciarstwo alpejskie
Mężczyźni
- Kjetil André Aamodt

zjazd - 26. miejsce
supergigant - 
gigant - 
slalom - DNF
- Lasse Arnesen

zjazd - 8. miejsce
kombinacja - 10. miejsce
- Ole Kristian Furuseth

supergigant - 4. miejsce
gigant - 5. miejsce
slalom - DNF
kombinacja - 7. miejsce
- Finn Christian Jagge

slalom - 
- Lasse Kjus

gigant - DNF
- Didrik Marksten

gigant - DNF
slalom - DNF
- Jan Einar Thorsen

zjazd - 5. miejsce
supergigant - 
kombinacja - 11. miejsce
- Tom Stiansen

zjazd - 32. miejsce
supergigant - 8. miejsce
kombinacja - DNF
Kobiety
- Anne Berge

supergigant - 21. miejsce
gigant - 21. miejsce
slalom - 8. miejsce
kombinacja - 5. miejsce
- Merete Fjeldavlie

supergigant - DNF
gigant - 15. miejsce
slalom - 22. miejsce
kombinacja - DNF
- Astrid Lødemel

zjazd - 15. miejsce
supergigant - DNF
gigant - DNF
kombinacja - 22. miejsce

### Narciarstwo dowolne
Kobiety
- Stine Lise Hattestad

jazda po muldach - 
- Kari Traa

skoki akrobatyczne - 14. miejsce

### Saneczkarstwo
Mężczyźni
- Harald Rolfsen
Snorre Pedersen

dwójki - 16. miejsce

### Skoki narciarskie
Mężczyźni
- Øyvind Berg

Skocznia normalna - 35. miejsce
Skocznia duża - 34. miejsce
- Espen Bredesen

Skocznia normalna - 58. miejsce
Skocznia duża - 57. miejsce
- Magne Johansen

Skocznia normalna - 49. miejsce
Skocznia duża - 18. miejsce
- Lasse Ottesen

Skocznia normalna - 45. miejsce
Skocznia duża - 45. miejsce
- Espen Bredesen
Magne Johansen
Rune Olijnyk
Lasse Ottesen

sztafeta - 7. miejsce

### Short track
Mężczyźni
- Gisle Elvebakken

1000 m - 22. miejsce